# Сивино
Сивино (старо име: Текир) е село в Южна България. То се намира в община Смолян, област Смолян.

## География
Село Сивино се намира в планински район в подножието на връх Ком (1569 м) на 1163 м надморска височина. Разположено е на около 2 км от границата с Република Гърция. Отстои на 10 км от село Смилян, на 27 км югозападно от град Смолян и на 270 км югоизточно от столицата София.
През селото тече река Сивинска, която извира непосредствено на самата граница.
Климатът е планински с подчертано беломорско влияние. Зимата е мека и снежна, лятото прохладно и влажно, а есента продължителна и топла. 
На територията на селото се среща много редкият и защитен родопски крем.

## История
В османски поименен регистър от 1841 г. се посочва, че от Сивино (Текир) са постъпили в армията 3 войници, което е косвено доказателство, че по това време в селото са живели българи мюсюлмани. По време на Илинденско-Преображенското въстание (1903 година) в село Текир има 112 къщи.
Един от най-известните родове в селото и околността е родът Даракчиеви, благодарение на който селото придобива известност по цяла България.

## Личности
- Владимир Арденски – журналист и писател. Книгите му са посветени на родопчаните.